# Олешко Олександр Володимирович
Олександр Володимирович Олешко (нар.23 липня 1976, Кишинів, СРСР) — російський актор театру і кіно, пародист. Закінчив Державне училище циркового та естрадного мистецтва (Москва) з дипломом із відзнакою. В 1999 році закінчив Вище театральне училище імені Б. В. Щукіна. Заслужений артист Росії (2015). Підтримує путінський режим та  війну Росії проти України.

## Вибіркова фільмографія
- Турецький гамбіт (2005) — Петро Яблоков
- Дуже російський детектив (2008)
- Агентство «Мрія» (2008)
- Залюднений острів (2009)
- Повернення мушкетерів (2009)
- Дах (2009)
- Тінь самурая (2009)
- Ржевський проти Наполеона (2012)
- Серпень. Восьмого (2012)

## Телебачення
- Марш Турецького (2000)
- Татусеві доньки (2007—2012)

## Позиція щодо війни в Україні
Після початку повномасштабної російсько-української війни підтримав окупантів та взяв участь у гастрольному турі "Za Росію", спрямованому на підтримку воєнних дій Росії в Україні.
В січні 2025 року долучився до ініціативи російського продюсера Ігоря Матвієнка перерахувати кошти на відновлення зруйнованих у ході бойових дій об'єктів культурної спадщини на Курщині.

## Санкції
19 жовтня 2022 року доданий до санкційного списку України.